# Yoann Riou
Pour les articles homonymes, voir Riou.
Yoann Riou, né le 1er avril 1978 à Paimpol, est un journaliste, consultant sportif, chroniqueur, animateur de télévision français.
Après avoir débuté dans la presse écrite régionale et sportive, il exerce ensuite principalement sur la chaîne de télévision L'Équipe en tant que consultant et commentateur sportif. Il coanime aussi RTL Foot depuis 2022.
Il est notamment chroniqueur dans l'émission humoristique Samedi d'en rire sur France 3 depuis 2020 et est sociétaire des Grosses Têtes à partir de 2019.

## Biographie

### Jeunesse et études
Originaire de Loguivy-de-la-Mer, près de Paimpol, en Bretagne, Yoann Riou joue au football dans les catégories de jeunes de l'EA Guingamp entre 15 et 17 ans. Il a passé trois années au lycée Notre-Dame à Guingamp.

### Carrière professionnelle
Yoann Riou est correspondant au Télégramme puis devient journaliste à L'Équipe en 2001. Entre 2005 et 2012, il est correspondant en Italie pour le journal L'Équipe et vit à Turin puis Milan.
Depuis 2015, il participe sur la chaîne L'Équipe à l'émission L'Équipe du soir dans laquelle il commente en duo les matchs de football (notamment la Ligue des champions, la Ligue 1 et l'Euro avec principalement Raphaël Sebaoun, Candice Rolland et Tanguy Le Seviller).
Il intègre en février 2019 l'équipe des Grosses Têtes animée par Laurent Ruquier sur RTL.
Du 15 avril au 3 juin 2019, il coanime avec Virginie Guilhaume, en première partie de soirée sur la chaîne L'Équipe, le jeu Mud Day, la course dans la boue. Dans chaque numéro, deux équipes de quatre personnes s'affrontent dans des courses d'obstacles et épreuves de force.
Le 31 août 2019, il participe une première fois au jeu Fort Boyard sur France 2, aux côtés de l'humoriste Jérémy Ferrari, de la comédienne Fabienne Carat, de l'animatrice Karima Charni, du champion de ju-jitsu Vincent Parisi, de la handballeuse Allison Pineau, en faveur de l'association Handicap 2000. Depuis, il a renouvelé sa participation au jeu en 2020 et en 2022.  
À l'automne 2019, il participe à la dixième saison de l'émission Danse avec les stars sur TF1, aux côtés de la danseuse Emmanuelle Berne, et termine septième de la compétition.
Depuis le début de l'année 2020, il est chroniqueur dans l'émission de divertissement de France 3 Samedi d'en rire présentée par Jean-Luc Lemoine, aux côtés de Nadège Beausson-Diagne et Marc Toesca. 
Le 19 juillet 2020, il annonce sur Twitter « avoir été victime de harcèlement moral de la part de Gilles Favard lors d'une émission sur la chaîne L'Équipe ».
Depuis août 2022, il fait partie de l'équipe de RTL Foot le dimanche soir[réf. nécessaire].

## Publications
- Les VIP de l'Euro 2008, Éditions Prolongations, 2008.  (ISBN 978-2916400341)
- Vincent Duluc, Le Phénomène Pastore, Éditions Solar, 2012. (coécrit avec Florent Torchut et Yoann Riou).

## Télévision et radio

### Consultant / animateur / chroniqueur
- 2005-2012 : Consultant sur L'Équipe TV
- Depuis 2015 : L'Équipe du soir sur L'Équipe 21 renommée L'Équipe : chroniqueur et commentateur
- 2017-2021 : L'Équipe d'Estelle sur L'Équipe : chroniqueur
- 2018-2019 : La folle Équipe sur L'Équipe : chroniqueur
- 2019 : Mud Day, la course dans la boue sur L'Équipe : coanimateur avec Virginie Guilhaume
- Depuis 2019 : Les Grosses Têtes sur RTL, France 2 et Paris Première : sociétaire
- Depuis 2020 : Samedi d'en rire sur France 3 : chroniqueur
- 2020 : Jeux insolites sur L'Équipe : coanimateur avec France Pierron
- Depuis 2021 : L'Équipe du matin sur L'Équipe : chroniqueur
- Depuis 2021 : Courses de caisses à savon sur L'Équipe : coanimateur avec Florian Gazan
- Depuis 2021 : L'Équipe de Greg sur L'Équipe : chroniqueur
- 2021 : Marble Mania, l'incroyable course de billes sur TF1 : coanimateur avec Camille Combal
- Depuis 2022 : RTL Foot sur RTL : animateur
- 2025 : Intervilles sur France 2 : arbitre

### Participant / candidat
- 2019, 2020 et 2022 : Fort Boyard sur France 2 : candidat
- 2019 : Danse avec les stars (saison 10) sur TF1 : candidat
- 2020-2025 : Le Grand Concours sur TF1 : candidat
- 2020 : Boyard Land sur France 2 : candidat
- 2021 : Le Grand Quiz sur TF1
- 2022 : Pékin Express : Duos de choc sur M6 : candidat, en duo avec Xavier Domergue
- 2022 : Mask Singer (saison 4) sur TF1 : 2e éliminé lors de la deuxième émission
- 2023 : 100% logique sur France 2
- 2025 : Pékin Express : La Route des tribus légendaires sur M6 : « passager mystère »
- 2025 : Les Traîtres (saison 4) sur M6.